# کالنبورن (کوخم-تسل)
کالنبورن (به آلمانی: Kalenborn) یک شهر در آلمان است که در کوخم-تسل واقع شده‌است.